# Jules Le Louédec
Jules Le Louédec, né le 1er juin 1856 à Rosporden (Finistère) et mort le 19 mars 1931 à Courbevoie (Hauts-de-Seine), est un homme politique français.

## Biographie
Avocat, il fait partie du cabinet de différents ministres de la justice entre 1883 et 1887. De retour en Bretagne, il est élu conseiller général en 1901, puis maire de Quimperlé de 1904 à 1908. En 1909, il est élu député, réélu en 1910. Il est battu en 1914. Il retrouve son siège en 1928. En 1930, il passe au Sénat, où il est membre de la Gauche démocratique, et meurt l'année suivante.
Il fut à nouveau maire de Quimperlé entre 1919 et 1931.

## Sources
- « Jules Le Louédec », dans le Dictionnaire des parlementaires français (1889-1940), sous la direction de Jean Jolly, PUF, 1960 [détail de l’édition]